# Margaretha Baumgartner
Margaretha Baumgartner (* 1956; † Ende Mai 2024 in München) war eine Schweizer Schauspielerin.

## Leben
Margaretha Baumgartner hat ihre Schauspielausbildung von 1977 bis 1980 am Berner Konservatorium absolviert. Danach war sie in Kaiserslautern engagiert. Es folgten einige Jahre am Deutschen Theater in Göttingen. Anschließend war sie am Schauspielhaus Wien engagiert. Es folgten Engagements am Theater in der Drachengasse in Wien, an das dortige Volkstheater, schließlich an das Theater in der Josefstadt.
Von 2003 bis 2013 war sie in der Fernsehserie Forsthaus Falkenau als Wirtin Sibylle Karger zu sehen.
Neben ihrer schauspielerischen Tätigkeit studierte sie an der Ludwig-Maximilians-Universität München Philosophie, Altgriechisch, Neugriechisch, Latein und Italienisch. 2014 schloss sie das Studium mit dem Bachelor ab.

## Filmografie (Auswahl)
- 1984–1985: Der Sonne entgegen (Fernsehserie, 6 Folgen)
- 1992–2010: Der Alte (Fernsehserie, 2 Folgen)
- 2001–2019: Aktenzeichen XY … ungelöst (Fernsehserie, 7 Folgen)
- 2003–2013: Forsthaus Falkenau (Fernsehserie, 99 Folgen)
- 2010: Die Rosenheim-Cops – Tod in der Rikscha
- 2012: SOKO Kitzbühel – Viererbande
- 2018: Der Bergdoktor (Fernsehserie, 2 Folgen)

## Einzelnachweis
1. ↑  Süddeutsche Zeitung 29/30. Mai 2024/Nr. 122, S. 20